# Morne Olivier
Pour les articles homonymes, voir Olivier (homonymie).
Morne Olivier, né en 1980, est un trampoliniste sud-africain.

## Carrière
Morne Olivier est médaillé d'argent en trampoline individuel et médaillé de bronze en trampoline par équipes aux Championnats d'Afrique 2002 à Alger.